# The Emphatic Diaglott
The Emphatic Diaglott (em português:  O Diálogo Enfático) é uma tradução do Novo Testamento, em dois idiomas, traduzido por Benjamin Wilson, publicado pela primeira vez em 1864. É uma tradução interlinear com o texto original em grego e uma tradução palavra por palavra em Inglês na coluna da esquerda, e uma tradução completa na coluna da direita. Baseia-se na tradução interlinear em leituras de críticos influentes e de várias leituras do Manuscrito Vaticanus.
Inclui notas explicativas no rodapé da página, referências e um apêndice alfabético. O texto grego é de Johann Jakob Griesbach. O texto em inglês utiliza "Jeová" para o nome de Deus várias vezes, onde os copistas substituíram por "κύριος" (Senhor), quando citado nas Escrituras Hebraicas.

## Sociedade Torre de Vigia de Bíblias e Tratados
Depois da morte de Wilson em 1900, as placas utilizadas na tradução e os direitos autorais ficaram em posse de seus herdeiros. Charles Taze Russell, o então presidente da Sociedade Torre de Vigia de Bíblias e Tratados, aproximou-se da família de Wilson através de um terceiro e obteve os direitos do autor. A Sociedade Torre de Vigia publicou a Diaglott em suas próprias prensas apenas em 1927, sendo publicada até 1982.
Em 1952, os direitos da Diaglott foram expirados e passaram ao domínio público. A Sociedade Torre de Vigia vendeu à Diaglott a um baixo custo (oferecendo de maneira gratuita a partir de 1990). Em 1993, tinham sido impressas 427.924 cópias da Bíblia.
Em 2003, a igreja "Church of God of the Abrahamic Faith", em acordo com os Cristadelfianos no Reino Unido e nos Estados Unidos publicou sua própria edição com um prefácio novo.